# Kanhave-kanaal

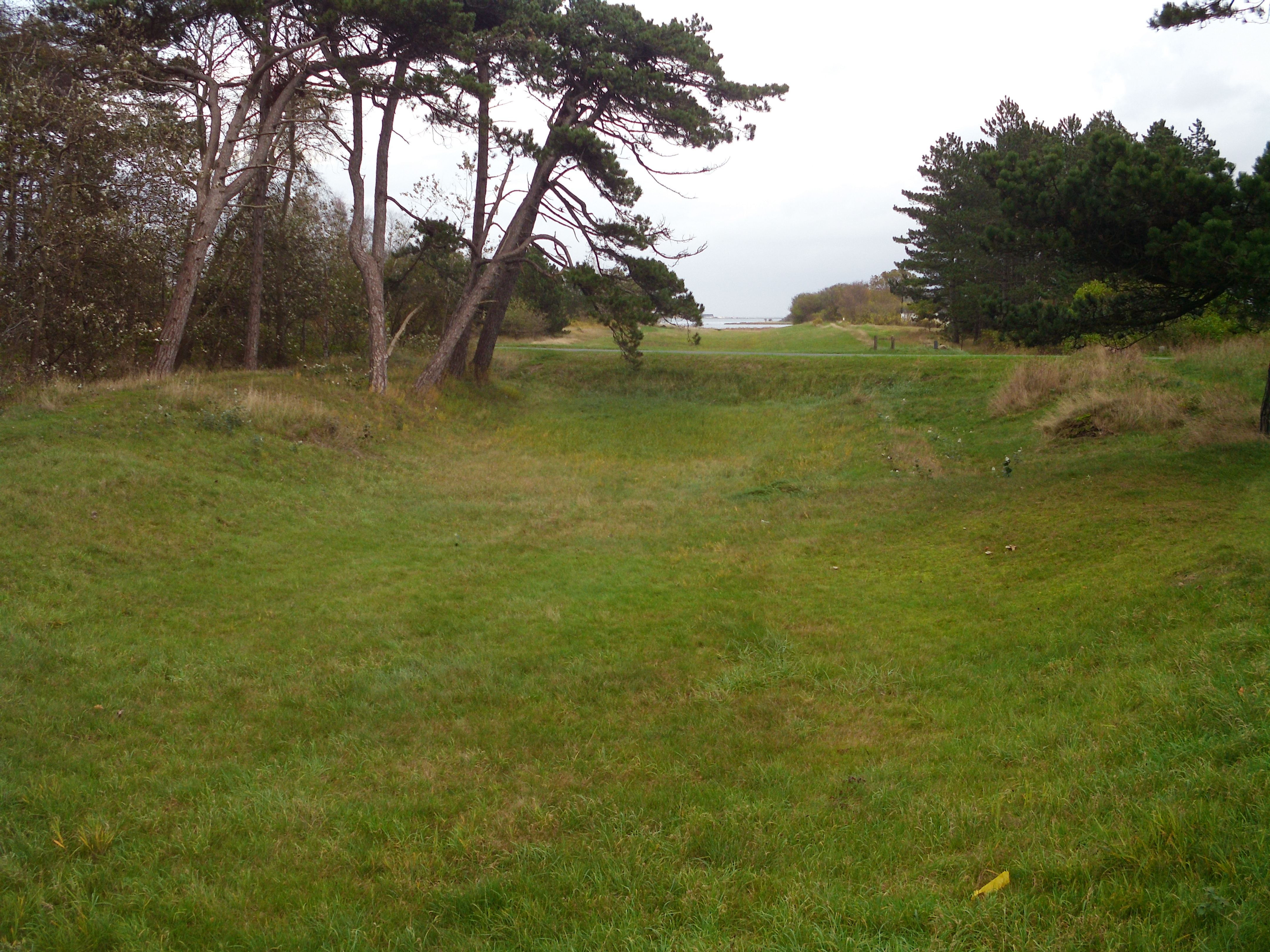
Het Kanhave-kanaal (2014)

Het Kanhave-kanaal was een kanaal op het Deense eiland Samsø, uitgegraven door de Vikingen in de late ijzertijd. Het kanaal was ongeveer 500 meter lang en 11 meter breed en overbrugde de smalle landtong tussen het noorden en het zuiden van het eiland, zodat de Mårup Vig in het westen verbonden werd met Stavns Fjord in het oosten. Het had een diepgang van ongeveer 1 meter.
Door een tektonische opheffing na de laatste ijstijd waren de twee delen van Samsø gescheiden geweest, en mogelijkerwijze hebben de Vikingen deze breuklijn opnieuw uitgegraven. Op sommige plaatsen was de vaargeul bekleed met planken, die door dendrochronologie op het jaar 726 zijn gedateerd. Thans is het kanaal weer grotendeels dichtgegroeid.

## Functie
Het is onduidelijk wat het nut van het kanaal was, en eventuele verklaringen vanuit militair oogpunt blijven steeds bij speculaties. Vast staat dat het Kanhave-kanaal een indrukwekkende bouwprestatie van de Vikingen was, ook al was het slechts voor kleinere schepen bevaarbaar. Indien het daadwerkelijk een strategische functie had, zou het van nut zijn geweest bij het in de gaten houden van het scheepvaartverkeer in het Kattegat: Stavns Fjord vormt een natuurlijke haven, die goed beschut is door de aanwezigheid van een rif, het Besser Rev, en talloze eilandjes. Indien dit via het kanaal in verbinding stond met de westkust van Samsø, kon men tegelijkertijd de oostkust van Jutland, in het bijzonder Aarhus, controleren. Er is desalniettemin geen bewijs dat er ooit een haven in Stavns Fjord is geweest.